# 长篇医治祷文
长篇医治祷文是巴哈教信仰创始人巴哈欧拉在阿卡期间以阿拉伯文所作的祷文。 1980年，Habib Taherzadeh和巴哈伊世界中心下的设立的一个委员会共同完成了该书简的授权英文翻译。《巴哈伊祷文》收录了该书简的中文版。
祷文的以向上帝的祈愿的诗文为其主体部分，每句均以“你是满足者，你是医治着，你永恒不变，你万古如一”结尾。
祷文以恳求医治与保护结尾。其中，如“保佑手持这受祝福书简的人--无论谁如此诵读，无论谁如此亲近，无论谁进入珍藏此书简的屋门。请您拯治每位病者、患者和贫困者。”这样的段落，给了此片祷文以护身符的性质。

## 相关音乐
挪威作曲家Lasse Thoresen在1996年5月为卑尔根国际音乐节创作了一组的合唱音乐含有长篇医治祷文的部分阿拉伯与英文段落。

## 其他巴哈伊的医治祷文
巴哈欧拉亦创作了若干其他医治祷文，如专门适用于妇女或婴儿的医治祷文。一段知名的短句“上帝啊！祢的圣名是我的灵药”，即为巴哈欧拉《医治书简》的开头。

## 引用
1. ↑  .   [2019-05-03]. （原始内容存档于2016-03-11）.
2. ↑  . datongbooks.com.   [2019-05-02]. （原始内容存档于2017-08-18）.
3. ↑  Hatcher, J.S. . Wilmette, Illinois, USA: Bahá'í Publishing Trust. 1997: 145. ISBN 0-87743-259-7.
4. ↑  Bahai.org. Profiles: Lasse Thoresen, Norway （页面存档备份，存于）.

## 延伸阅读
- Bahá'u'lláh. . Wilmette, Illinois, USA: Bahá'í Publishing Trust: 1991. 1862  [2019-05-03]. ISBN 0877432856. （原始内容存档于2021-01-26）.